# Léa Grauvogel-Stamm
Léa Grauvogel-Stamm (geborene Grauvogel, * 1940) ist eine französische Paläontologin (insbesondere Paläobotanik). Sie ist bekannt für die Untersuchung der außergewöhnlich gut erhaltenen Fossilien der berühmten Fossilienlagerstätten des Voltziensandsteins der Vogesen aus dem Buntsandstein, teilweise in Zusammenarbeit mit Jean-Claude Gall.
Léa Grauvogel-Stamm studierte Naturwissenschaften an der Universität Straßburg, wo sie 1978 über die Flora des oberen Buntsandsteins der Nordvogesen promoviert wurde. Damals war sie Chargé des Recherches des CNRS. Inzwischen ist sie an der Universität Straßburg pensioniert.
Sie kam schon früh in Kontakt mit den Fossilien im Elsass und den Vogesen, da ihr Vater Louis Grauvogel († 1987), ein Industrieller aus Zabern, auf einem Bauernhof in Ringendorf eine umfangreiche Sammlung zusammengetragen hatte (aufgebaut ab etwa 1935), die auch Basis ihrer Arbeit bildete. Ein Teil der Sammlung ist auf der Burg Lichtenberg ausgestellt.
Sie arbeitete auch über die Flora des mittleren Buntsandsteins in Deutschland und des unteren Keuper (Lettenkohle) im Osten Frankreichs und befasst sich besonders mit der Evolution der Koniferen und Lycophyten.
2002 erhielt sie mit Jean-Claude Gall den Friedrich-von-Alberti-Preis (für ihre Verdienste um die Erforschung der reichen triaszeitlichen Floren im Grès à Voltzia und um die Rekonstruktion des Ökosystems im Oberen Buntsandstein der Vogesen, um Mikrofloren und Floren der europäischen Trias und um die Erhaltung und wissenschaftliche Auswertung der Sammlung ihres Vaters Louis Grauvogel) und den Prix Paul Bertrand der Académie des sciences. Außerdem erhielt sie Preise der Fondation Emberger und der Sociéte des Sciences, de l´Agriculture et des Arts de Lille. 1991 wurde sie Schatzmeisterin der European Paleontological Association.

## Schriften
- La flore du Grès à Voltzia (Buntsandstein supérieur) des Vosges du Nord (France). Morphologie, anatomie, interprétations phylogénique et paléogéographique (= Université Louis Pasteur de Strasbourg. Institut de Géologie. Sciences Géologiques. Mémoire. 50, ISSN 0302-2684). Université Louis Pasteur, Strasbourg 1978, Google Books.
- mit Jean-Claude Gall: Die Königsgrube bei Soultz-les-Bains im Elsaß. In: Werner K. Weidert (Hrsg.): Klassische Fundstellen der Paläontologie. Band 3: 24 Fundgebiete und Aufschlüsse in Dänemark, Deutschland, Frankreich, Österreich, Russland, Schweiz und Tschechien. Goldschneck, Korb 1995, ISBN 3-926129-19-0, S. 63 ff., (mit Biographie).
- mit Klaus-Peter Kelber: Plant-insect interactions and coevolution during the Triassic in Western Europe. In: Jean-Claude Gall (Hrsg.): Triassic insects of Western Europe (= Paleontologia Lombarda. Nuova Seria 5, ISSN 1121-3361). Societa italiana di scienze naturali u. a., Mailand 1996, S. 5–23.
- mit Bernard Lugardon: The Triassic Lycopsids Pleuromeia and Annalepis: Relationships, Evolution, and Origin. In: American Fern Journal. Band 91, Nr. 3, 2001, ISSN 0002-8444, S. 115–149, JSTOR:1547286.